# Combine
Combine – miasto w Stanach Zjednoczonych, w stanie Teksas, w hrabstwie Dallas.